# Muß
Muß ist ein Ortsteil der Ortsgemeinde Buchholz (Westerwald) im rheinland-pfälzischen Landkreis Neuwied.

## Geographie
Der Weiler Muß liegt zwei Kilometer südwestlich des Ortszentrums von Buchholz östlich der nach dem Ort benannten Mußer Heide (auch Musser Heide), auf der sich das Segelfluggelände Eudenbach befindet. Die Ortschaft erstreckt sich auf einem nach Westen zur Mußer Heide ansteigenden und nach Osten zum Tal des Wahler Bachs abfallenden Gelände, sie umfasst dabei Höhenlagen zwischen 275 und 290 m ü. NHN. Südlich von Muß entspringt ein Zufluss des Pfaffenbachs, nördlich grenzt ein Feldgehölz mit Buchen- und Eichenaltholz an. Zu den nächstgelegenen Ortschaften gehören Diepenseifen und Unterelles im Norden sowie Rauenhahn und Germscheid (beide Ortsgemeinde Asbach) im Süden. Muß wird von der Kreisstraße 44 (Rauenhahn–Krummenast) durchquert, südlich verläuft die Landesstraße 272 (Stockhausen–Asbach).

## Geschichte
Der Ort gehörte ursprünglich zur Honschaft Elsaff im Kirchspiel Asbach und unterstand der Verwaltung des kurkölnischen Amtes Altenwied. Er lag im landwirtschaftlich besonders ertragreichen Zehntbereich des sog. Blomen- und Mitteldorfzehnts. In der nördlich von Muß gelegenen Flur „Auf dem Schabernack“ befand sich das einstige Haupt- bzw. Mitteldorf der Elsaff (villa Eylsaffen) mit einem Fronhof, Sitz des Vogtes der Abtei Prüm. Südöstlich dieses Fronhofs erstreckte sich das Gelände der Perleburg, einer Wasserburg des Vogtes, deren Graben von einem unweit entspringenden Quellbach gespeist wurde. Ein Teil des Geländes befand sich im Besitz der Grafen von Nesselrode.
1661 wurde ein Hilger auf der Muß genannt. 1808 zählte der „auf der Muß“ (ansonsten auch Muss) genannte Ort, der nunmehr zum „1. Teil“ der Honschaft Elsaff gehörte, vier Häuser. In kirchlicher Hinsicht war Muß mindestens seit Anfang des 19. Jahrhunderts nach Buchholz (damals Filiale von Asbach) eingepfarrt. In preußischer Zeit (ab 1815) blieb der Ort ein Teil der Honschaft, später Gemeinde Elsaff. 1817 war er im Rahmen von Volkszählungen noch als Hof bezeichnet, bis 1843 war er zum Weiler angewachsen und umfasste fünf Wohn- und vier Wirtschaftsgebäude.
Im Rahmen der rheinland-pfälzischen Verwaltungs- und Gebietsreform wurde die Gemeinde Elsaff am 16. März 1974 aufgelöst und Muß als Teil des Kirchspiels Buchholz in die Gemeinde Buchholz (Westerwald) eingegliedert.
Einwohnerentwicklung
| Jahr | Einwohner |
| ---- | --------- |
| 1816 | 17        |
| 1828 | 19        |
| 1843 | 36        |
| 1885 | 28        |
| 1987 | 90        |

## Sehenswürdigkeiten
- An der Gabelung der Straßen nach Unterelles und Diepenseifen steht ein Wegekreuz aus dem Jahre 1891, das als Kulturdenkmal unter Denkmalschutz steht.[10]